# ولاية تشوك
ولاية تشوك (المعروفة أيضًا باسم ولاية تراك) هي إحدى الولايات الأربع في ولايات ميكرونيسيا المتحدة . وتتكون من عدة مجموعات جزر منها: نامونياس وفيشوك وجزر هول ونامونويتو أتول  وباتيو وجزر مورتلوك.
تشوك هي الولاية الأكثر اكتظاظًا بالسكان في ولايات ميكرونيزيا الموحدة حيث يبلغ عدد سكانها 50000 نسمة على مساحة 120 كيلومترًا مربعًا (46 ميلًا مربعًا ). وهي المكان الذي يعيش فيه معظم الناس. تعمل جزيرة وينو الواقعة في البحيرة كعاصمة الولاية وهي أكبر مدينة في ولايات ميكرونيسيا المتحدة. ومن المقرر أن يتم التصويت لصالح الاستقلال في عام 2022.

## التاريخ
كانت تشوك واحدة من ست مقاطعات في إقليم جزر المحيط الهادئ  التي كانت تديرها الولايات المتحدة بموجب ميثاق من الأمم المتحدة من نهاية الحرب العالمية الثانية إلى منتصف الثمانينيات. وتم إنهاء إدارة الولايات المتحدة لمقاطعات تشوك وياب وكوسراي وبوهنباي جزر ماريانا التابعة لـ TTPI في 3 نوفمبر 1986. ثم تأسست ولايات ميكرونيسيا المتحدة في 1979 وكانت تشمل تشوك وياب وكوسراي وبوهنباي، و وقعت اتفاقية الارتباط الحر مع الولايات المتحدة (سارية المفعول في 3 نوفمبر 1986).

### حوادث
في 2 يوليو 2002، تسببت الأمطار الغزيرة الناجمة عن العاصفة الاستوائية شاتان في وقوع أكثر من ثلاثين انهيارًا أرضيًا أودى بحياة 47 شخصًا وإصابة العشرات، في أكثر الكوارث الجوية فتكًا بالولاية. حدثت الانهيارات الأرضية على مدار اليوم، بعضها في غضون دقائق من بعضها البعض.
في الآونة الأخيرة، كانت الولاية تدفع بقوة أكبر من أجل الاستقلال. وكان من المقرر استفتاء على الاستقلال في الأصل لتتزامن مع الانتخابات الاتحادية في 3 مارس 2015، ولكن تم صدهم إلى 5 مارس 2019. وكان دفعت الاستفتاء على الاستقلال إلى أبعد من ذلك إلى مارس 2022، مع موعد سيعلن عنه، في حين أن الشرعية الدستورية تم تحديد الانفصال المقترح.

## الجغرافيا
تقع ولاية تشوك في منتصف الغرب من ولايات ميكرونيزيا الموحدة. وهي تغطي مساحة بحرية تمتد من الغرب إلى الشرق بحوالي 660 كم ومن الشمال إلى الجنوب حتى 240 كم. وتقع جزيرة بولو أتول في أقصى غرب، بينما تقع جزيرة لوكونور أتول في أقصى الشرق. وفي وسط المنطقة توجد جزيرة تشوك أتول، التي تمت تسمية الولاية على إسمها.

### الجزر والجزر المرجانية
يوجد في ولاية تشوك 294 جزيرة وجزيرة مرجانية. وفي وسط الولاية توجد جزيرة تشوك و موين وغيرها من الجزر الكبيرة نسبيًا في البحيرة. وفيما يلي أكبر جزر والأرخبيلات التي تقع في الولاية:
- مورتلوكس
- لوساب
- جزيرة ناما
- نامولوك
- جزيرة نوموي
- أوكسوريتود
- نامونويتو
- جزر هول

## السكان
تشوك هي أكبر ولايات ولايات ميكرونيزيا الموحدة من حيث عدد السكان. ففي التعداد الذي أجري في 1 أبريل 2000، كان عدد سكانها 53,595 نسمة، مقارنة بـ 34,486 في بوهنباي، و 11,241 في ياب، و 7686 في كوسراي ؛ في التعداد الذي تم إجراؤه في 4 أبريل 2010، كان عدد سكانها 48,654 نسمة، مقارنة بـ 36,196 في بوهنباي، 11,377 في ياب و 6616 في كوسراي. 

## المناخ
| البيانات المناخية لـWeno, Chuuk            | البيانات المناخية لـWeno, Chuuk | البيانات المناخية لـWeno, Chuuk | البيانات المناخية لـWeno, Chuuk | البيانات المناخية لـWeno, Chuuk | البيانات المناخية لـWeno, Chuuk | البيانات المناخية لـWeno, Chuuk | البيانات المناخية لـWeno, Chuuk | البيانات المناخية لـWeno, Chuuk | البيانات المناخية لـWeno, Chuuk | البيانات المناخية لـWeno, Chuuk | البيانات المناخية لـWeno, Chuuk | البيانات المناخية لـWeno, Chuuk | البيانات المناخية لـWeno, Chuuk |
| الشهر                                      | يناير                           | فبراير                          | مارس                            | أبريل                           | مايو                            | يونيو                           | يوليو                           | أغسطس                           | سبتمبر                          | أكتوبر                          | نوفمبر                          | ديسمبر                          | المعدل السنوي                   |
| ------------------------------------------ | ------------------------------- | ------------------------------- | ------------------------------- | ------------------------------- | ------------------------------- | ------------------------------- | ------------------------------- | ------------------------------- | ------------------------------- | ------------------------------- | ------------------------------- | ------------------------------- | ------------------------------- |
| الدرجة القصوى °م (°ف)                      | 33 (91)                         | 32 (90)                         | 32 (90)                         | 33 (92)                         | 33 (91)                         | 33 (92)                         | 33 (92)                         | 33 (92)                         | 34 (93)                         | 33 (92)                         | 33 (91)                         | 33 (91)                         | 34 (93)                         |
| متوسط درجة الحرارة الكبرى °م (°ف)          | 29.9 (85.8)                     | 29.9 (85.8)                     | 30.2 (86.4)                     | 30.4 (86.7)                     | 30.7 (87.3)                     | 30.7 (87.3)                     | 30.6 (87.1)                     | 30.7 (87.3)                     | 30.7 (87.3)                     | 30.7 (87.3)                     | 30.7 (87.3)                     | 30.2 (86.4)                     | 30.4 (86.7)                     |
| المتوسط اليومي °م (°ف)                     | 27.4 (81.3)                     | 27.5 (81.5)                     | 27.6 (81.7)                     | 27.7 (81.9)                     | 27.8 (82.0)                     | 27.7 (81.9)                     | 27.4 (81.3)                     | 27.4 (81.3)                     | 27.5 (81.5)                     | 27.6 (81.7)                     | 27.7 (81.9)                     | 27.6 (81.7)                     | 27.6 (81.7)                     |
| متوسط درجة الحرارة الصغرى °م (°ف)          | 24.9 (76.8)                     | 25.0 (77.0)                     | 25.1 (77.2)                     | 25.0 (77.0)                     | 24.9 (76.8)                     | 24.6 (76.3)                     | 24.2 (75.6)                     | 24.2 (75.6)                     | 24.2 (75.6)                     | 24.3 (75.7)                     | 24.6 (76.3)                     | 25.0 (77.0)                     | 24.7 (76.5)                     |
| أدنى درجة حرارة °م (°ف)                    | 21 (69)                         | 21 (70)                         | 22 (71)                         | 22 (71)                         | 21 (70)                         | 21 (70)                         | 21 (70)                         | 21 (70)                         | 20 (68)                         | 19 (66)                         | 21 (70)                         | 21 (70)                         | 19 (66)                         |
| الهطول مم (إنش)                            | 228 (8.98)                      | 163 (6.42)                      | 230 (9.05)                      | 291 (11.46)                     | 354 (13.94)                     | 301 (11.84)                     | 365 (14.37)                     | 350 (13.77)                     | 307 (12.07)                     | 361 (14.23)                     | 282 (11.10)                     | 293 (11.55)                     | 3٬525 (138.78)                  |
| متوسط أيام هطول الأمطار (≥ 1.0 mm)         | 14.8                            | 12.2                            | 14.9                            | 16.2                            | 21.2                            | 20.3                            | 20.8                            | 21.0                            | 18.6                            | 20.0                            | 20.0                            | 18.8                            | 218.8                           |
| متوسط الرطوبة النسبية (%)                  | 78.7                            | 77.7                            | 78.7                            | 81.0                            | 82.6                            | 82.9                            | 83.9                            | 83.2                            | 83.0                            | 83.1                            | 81.9                            | 80.8                            | 81.6                            |
| ساعات سطوع الشمس الشهرية                   | 195.3                           | 197.8                           | 217.0                           | 195.0                           | 192.2                           | 180.0                           | 195.3                           | 195.3                           | 177.0                           | 161.2                           | 162.0                           | 167.4                           | 2٬235٫5                         |
| المصدر #1: مرصد هونغ كونغ ‏ (sun 1961–1990) |                                 |                                 |                                 |                                 |                                 |                                 |                                 |                                 |                                 |                                 |                                 |                                 |                                 |
| المصدر #2: NOAA                            |                                 |                                 |                                 |                                 |                                 |                                 |                                 |                                 |                                 |                                 |                                 |                                 |                                 |

## روابط خارجية
- الموقع الرسمي